# TV1
TV1 е български телевизионен канал. Създаден е през 2008 г., на мястото на Estate TV. Излъчва предимно предавания по актуални теми, класическа музика, опера и арии, както и предавания за тях.
Адресът на управлението е София, кв. Хаджи Димитър, улица "Милен Цветков", номер 85. До 2017 г. адресът на управление е на улица Незабравка, до парк хотел „Москва“. Програмен директор на TV1 е Олга Бузина. Предлага се от повечето кабелни оператори. Излъчва във формат 16:9 от 2011 г. Каналът се излъчва и в HD качество.

## Предавания
- „Въпросите“ с водещи Генка Шикерова, Миролюба Бенатова, Емилия Милчева, Светла Петрова и Лили Маринкова
- „Денят“ с водещ Веселин Дремджиев
- „Пътят“
- „Хармония и здраве“
- „Анфас“
- „Агрофорум“
- „Viva la musica”
- „Галерия“
- „Спорт“
- „Студентски етюди“
- „Балетните пантофки“
- „Пъстра шевица“
- „Шпионката на Коко“
- „Ключът към успеха“
- „Пъстра трапеза“
- „Бизнес панорама“
- „Боен клуб“ с водещ Галя Недялкова
- „Бойно поле Земя“ с водещ Петя Иванова
- „Визита“
- „Музикална академия“
- „Запазената марка Марио Гаврилов“
- „На стената“ с водещ Светльо Митев
- „Върхове“
- „Демокрацията“
- „Моята улица“
- „Разговори за Бога и човека“

## Заснемане на продукции
TV1 е също така и името на първия частен ПТС в България с професионална техника, основан от Румен Ковачев през 1998 г. Компанията разполага с висококачествена професионална снимачна техника, чрез която са заснети множество спортни събития, концерти, постановки, ТВ предавания и риалити формати за различните телевизии, сред които: "Супершоу Невада", "Хъшове", "Мюзик Айдъл , "Комиците", "България търси талант", "Студио Шампионска лига" и други.